# Управна подела Османског царства
Управна подјела Османског царства била је управна подјела државне организације Османског царства. Изван овог система биле су разне врсте вазалних и трибутарних држава.
Османско царство је крајем 14. вијека прво било подијељено на вилајете, који су били фиксне територијалне јединице на челу са управитељима које је постављао султан. Беглербега, или управитеља, сваког вилајета постављала је средишња власт. Санџацима су управљали санџакбегови, који је међу високим војним званичницима била средишња власт. Беглербегови су имали власт над свим санџакбеговима у вилајету. Каза је била подјединица санџака и односила се на основни управни округ, којим је управљао кадија.
Сматра се изузетно тешким да се одреди број и тачне границе османских вилајета и домена, јер су се њихове границе често мијењале. Све то, Танзиматским реформама, границе управних јединица су биле промјенљиве, одражавајући промјенљиву стратегију Османлија, појаву нових пријетњи у региону и успон снажних ајана. Све подјеле су биле неједнаке у погледу подручја и становништва, а присуство бројних номадских народа доприњело је екстремној промјенљивости броја становника.

## Првобитна организација
Првобитна организација има своје корене још у време настајања Османског царства, као вазалне државе Селџука (Uç Beyliği) у централној Анадолији.
Проширења су настала на основу већ постојеће административне структура селџучког система, у којем су наследни владари ових територија носили титулу бега. Ови бегови (локално вођство) који нису склоњени, наставили су да владају под сузеренством Отоманским султана. Титула бега се од тада више није односила само на постојеће и бивше владаре већ и на нове управитеље које је султан постављао на место оних које је склонио.
Османско царство је првобитно било подељено на суверене санџаке и санџаке додељене султановим синовима. Санџацима су управљали санџак-бегови, војни управитељи који су примили заставу, или барјак тзв. санџак, од султана. Како се царство ширило по Европи, дошло је до потребе за формирањем нових административних јединица које ће бити вишег нивоа и, током владавине Мурата I (владао 1359-1389), беглер-бегови су одређени да управљају Румелијом, европским делом царства.
Након формирања беглер-беглука, санџаци су постали другостепени вид административне поделе, иако су у неким околностима остајали првог реда, нпр. у новоосвојеним областима које тек треба доделити неком беглер-беглуку. Поред тога што су имали обавезу да управљају својим територијама, беглер-бегови су били команданти свих трупа са своје територије.

### Првостепене административне јединице

#### Ејалети 1299-1609
Од средине 14. века па до касног 16. века, настао је само један нови беглер-беглук - Караман.

#### Ејалети који су нестали пре 1609.
Ејалети који су постојали пре 1609. и ејалети који су настали после 1609.
- Абхазија (1578-?)
- Ахишка (око 1603-?)
- Дагистан (1578-?)
- Туманис (око 1584-?)
- Ганџа (око 1588-1604)
- Гори (око 1588-?)
- Ђаник (1594-1598)
- Кахети (око 1578-?), кахетски краљ је постао наследни бег.
- Лори (око 1584-?)
- Молдавија (само 1595)
- Начиван (око 1603)
- Поти (1579-?)
- Сана (1567-1569)
- Шемаха (око 1583)
- Зигетвар (око 1596), касније пребачен на Кањижу.
- Ширван (1578-1604)
- Тебриз (1585-1603)
- Тифлис (1578-1586)
- Валахија (само 1595)
- Јереван (1583-1604)
- Зебид (1567-1569)

#### Ејалети 1609.
Освајања Селима Првог и Сулејмана Првог у 17. веку су захтевала нове административне јединице. До краја друге половине 17. века било је чак 42 ејалета, како су беглербеглуци тада названи. Табела испод показује административну ситуацију 1609. године.
| Вилајет                         | Турски назив                            | Успостављен    | Садашња локација                                                           |                                                                                 |
| ------------------------------- | --------------------------------------- | -------------- | -------------------------------------------------------------------------- | ------------------------------------------------------------------------------- |
| Абисинија                       | Habeş                                   | око 1554.      | Сауди Арабија, Судан, Еритреја, Сомалија                                   | Укључивао је области са обе стране Црвеног мора. Звали су га и „Мека и Медина“. |
| Адана                           | آضنه Ażana (Adana)                      | око 1608.      | Турска                                                                     |                                                                                 |
| Ћезајир (Егејски архипелаг)     | Cezayir                                 | сред-1500-те   | Грчка                                                                      |                                                                                 |
| Халеп                           | حلب Ḥaleb (Halep)                       | око 1516-1521  | Сирија, Турска                                                             |                                                                                 |
| Ћезајир Карп                    | جزاير غرب Cezâyîr-i Ġarb (Cezayir Garp) | 1519.          | Алжир                                                                      |                                                                                 |
| Анадолија                       | Anadolu                                 | око 1365.      | Турска                                                                     |                                                                                 |
| Багдад                          | بغداد Baġdâd (Bağdat)                   | 1535.          | Ирак                                                                       |                                                                                 |
| Басра                           | بصره Baṣra (Basra)                      | око 1552.      | Ирак, Кувајт                                                               |                                                                                 |
| Босна                           | Bosna                                   | око 1520-те    | Босна и Херцеговина, Хрватска, Србија, Црна Гора                           |                                                                                 |
| Будин                           | Budin                                   | 1541.          | Мађарска, Хрватска, Србија                                                 |                                                                                 |
| Кипар                           | قبرص Ḳıbrıṣ (Kıbrıs)                    | 1571.          | Кипар, Турска                                                              | од око 1660-1703 и 1784 па надаље, део вилајета Егејског архипелага (Ћезајир)   |
| Ђарбекир                        | دياربكر Diyârbekir (Diyarbakır)         | 1515.          | Турска, Ирак                                                               |                                                                                 |
| Егир                            | اكر Egir (Eğri)                         | 1596.          | Мађарска                                                                   |                                                                                 |
| Египат (Мисир)                  | مصر Mıṣır (Mısır)                       | 1517.          | Египат, Израел, Јордан, Сауди Арабија                                      |                                                                                 |
| Ерзурум                         | Erzurum                                 | око 1514-1534  | Турска                                                                     |                                                                                 |
| Ал-Хаса                         | Lahsa                                   | око 1579.      | Сауди Арабија                                                              |                                                                                 |
| Кефе                            | Kefe                                    | око 1581.      | Украјина                                                                   |                                                                                 |
| Кањижа                          | Kanije                                  | 1600.          | Мађарска, Хрватска                                                         |                                                                                 |
| Караман                         | Karaman                                 | око 1470.      | Турска                                                                     |                                                                                 |
| Карс                            | Kars                                    | 1579.          | Турска, Грузија                                                            |                                                                                 |
| Мараш                           | Maraş, Dulkadır                         | око 1522.      | Турска                                                                     |                                                                                 |
| Мусул                           | Musul                                   | касне 1500-те  | Ирак                                                                       |                                                                                 |
| Рака                            | Rakka                                   | касне 1500-те  | Сирија, Турска, Ирак                                                       |                                                                                 |
| Румелија                        | Rumeli                                  | око 1365.      | Бугарска, Грчка, Република Македонија, Албанија, Србија, Црна Гора, Турска | Са Анадолијом, један од два првобитна ејалета.                                  |
| Самше                           | Çıldır                                  | око 1579.      | Грузија, Турска                                                            |                                                                                 |
| Шеризор                         | Şehrizor                                | сред. 1500-те  | Ирак, Иран                                                                 |                                                                                 |
| Силистрија                      | Silistre                                | око 1599.      | Бугарска, Румунија, Молдавија, Украјина                                    |                                                                                 |
| Шивас                           | Sivas                                   | ране 1500-те   | Турска                                                                     |                                                                                 |
| Сирија                          | Şam                                     | 1516-17.       | Сирија, Либан, Израел, Палестина, Јордан, део Турске и део Ирака           |                                                                                 |
| Темишвар                        | Tımışvar                                | 1552.          | Румунија, Србија, Мађарска                                                 |                                                                                 |
| Трабзон                         | Trabzon                                 | касне 1500-те  | Турска, Грузија                                                            | такође познат и као Требизонд вилајет                                           |
| Триполи (Источни Триполи)       | Trablus-ı Şam (Trablusşam)              | око 1570.      | Либан, Сирија                                                              |                                                                                 |
| Триполитанија (Западни Триполи) | Trablus-ı Garb (Trablusgarp)            | 1551.          | Либија                                                                     |                                                                                 |
| Тунис                           | Tunus                                   | 1574.          | Тунис                                                                      |                                                                                 |
| Ван                             | Van                                     | 1548.          | Турска                                                                     |                                                                                 |
| Јемен                           | Yemen                                   | 1517-18, 1539. | Јемен, Сауди Арабија                                                       |                                                                                 |

Извори: 
- Colin Imber. The Ottoman Empire, 1300-1650: The structure of Power. . Houndmills, Basingstoke, Hampshire, UK: Palgrave Macmillan. 2002. Недостаје или је празан параметар |title= (помоћ)
- Halil Inalcik. The Ottoman Empire: The Classical Age 1300-1600. Trans. Norman Itzkowitz and Colin Imber. . London: Weidenfeld & Nicolson. 1973. Недостаје или је празан параметар |title= (помоћ)
- Donald Edgar Pitcher. An Historical Geography of the Ottoman Empire (Leiden, Netherlands: E.J.Brill,1972)

#### Ејалети настали 1609-1683
- Крит (1669/70– )
- Мора (1620–1687) и (1715–1829)
- Подолија (само 1674–1699)
- Сидон (1660– )
- Ујвар (1663–1685)
- Варад (1661–1692)

### Другостепене административне јединице
Вилајети су били подељени на санџаке којима су управљали санџак-бегови. Неки, попут Муташарифат (санџак) Јерусалимски, нису били део ниједног вилајета. Санџак-бегови су служили и као војни командири свој коњици са свог санџака. Неки вилајети (попут Египта, Багдада, Абисиније и Ал-Хаса) нису били подељени на санџаке.

## Велика административна реформа 1864. године
Како је Османско царство почело да опада, административна структура је била под притиском. После 1861. постојала је аутономна Планина Либан са хришћанским мутесарифом на челу, која је формирана као домовина маронитских хришћана који су били под притиском Европе. Као део Танзимат реформи, Отомански закон из 1864. је пружио стандардну провинцијску администрацију царства у којој су ејалети постали мали вилајети којима су управљали вали. Вилајети су били подељени на санџаке, муташарифате и вазалне државе попут Србије, Румуније и Црне Горе, које су остале ван провинцијског система.

### Првостепене административне јединице

#### Вилајети 1877.
Западни:
- Босна (Bosna)
- Дунав (Tuna)
- Једирне (Edirne), такође зван и Адријанопољ
- Истанбул (İstanbul), такође звани Константинопољ
- Јањина (Yanya)
- Чаталџа (Çatalca) аутономни санџак, није вилајет (Çatalca Sancağı)
- Кипар (Kıbrıs) острво са посебним статусом (Kıbrıs Adası)
- Косово (Kosova)
- Крит (Girit)
- Манастир (Manastır), такође звани Битољ
- Мека (Mekke) аутономни шарифат, није вилајет (Mekke Şerifliği)
- Мосул (Musul) од 1879.
- Планина Либан (Cebel-i Lübnan [Cebeli Lübnan]) муташарифат Бејрута, није вилајет (Cebel-i Lübnan Mutasarrıflığı)
- Салоника (Selanik), такође звани Солун
- Сервија санџак (Serfije, Servia), није део вилајета
- Сирија (Şam), зван и Дамаск
- Сисам (Sisam) острво са посебним статусом (Sisam Beyliği)
- Скадар (İşkodra)
- Софија (Sofya)
- Триполитанија (Trablusu-Garb [Trablusgarp])
- Тунис (Tunus) аутономни елајет, њиме владали наследни бегови (Tunus Eyaleti)
- Херцеговина (Hersek)

Анадолија:
- Адана (Adana)
- Ајдин (Aydın)
- Анкара (Ankara)
- Бига (Biga) аутономни санџак, није вилајет (Biga Sancağı)
- Битлис (Bitlis)
- Ван (Van)
- Ђарбекир (Diyarbekır [Diyarbakır])
- Егејски архипелаг (Cezayir-i Bahr-i Sefid [Akdeniz Adaları])
- Ерзурум (Erzurum)
- Халеп (Haleb [Halep])

Источни:
- Багдад (Bağdad [Bağdat])
- Басра (Basra)
- Бејрут (Beyrut)
- Бенгази (Bingazi), аутономни санџак, није вилајет (Bingazi Sancağı)
- Дар изор (Deyr-i Zor)
- Египат (Mısır), аутономни кадиват, није вилајет (Mısır Hidivliği)
- Измит (İzmid [İzmit]), аутономни санџак, није вилајет (İzmid Sancağı)
- Јерусалим (Kudüs-i Şerif) муташарифат, није део ниједног вилајета (Kudüs-i Şerif Mutasarrıflığı)
- Карпут (Mamuret-ül Aziz [Mamuretülaziz])
- Кастамону (Kastamonu)
- Коња (Konya)
- Хеџаз (Hicaz)
- Худавендигар (Hüdavendigar), зван и Бурса
- Шивас (Sivas)

#### Вилајети 1915.
После реформи Танзимата из 1885, малоазијска област којом је управљало Османско царство је подељена на 15 вилајета, један санџак и један утершафлик вилајета Константинопоља (оба са азијске стране Босфора). Сваки вилајет је даље подељен на неколико санџака.
Западни:
- Независни вилајет Дарданели
- санџак Ускудар

Анадолија:
- Вилајет Измир, подељен на санџаке Маниса, Измир, Ајдин, Денизли, Ментезе
- Вилајет Бурса, подељен на санџаке Баликесир, Бурса, Ердогул, Кјутахја и Афион
- Вилајет Конја, подељен на санџаке Бурдур, Хамид абад, Аталија, Конја и Нигде
- Вилајет Кастамону, подељен на санџаке Болу, Чанкири, Кастамону и Синоп
- Вилајет Анкара, подељен на санџаке Анкара, Киршехир, Ђозгат и Кајшери
- Вилајет Адана, подељен на санџаке Исел, Адана, Козан, Османија
- Вилајет Шивас, подељен на санџаке Шивас, Токат, Амасја и Себинкарахисар
- Вилајет Трабзон, подељен на санџаке Самсун, Трабзон, Ђумушхан и Лазистан
- Вилајет Ерзурум
- Вилајет Бутлис, подељен на санџаке Муш, Генк и Ширт
- Вилајет Ван, подељен на санџаке Ван и Хакари
- Независни мутершафлик Измит

Источни:
- Вилајет Мосул, подељен на санџаке Мосул, Шехризор и Сулејманијех
- Вилајет Мамур ул Азиз, подељен на санџак Ђарбакир и мутершафлик Зор
- Вилајет Халеп, подељен на санџаке Халеп, Урфа и Мараш

#### Вилајети 1918.
Западни:
- Истанбул

Анадолија:
- Вилајет Адана
- Вилајет Анкара
- Вилајет Ајдин
- Вилајет Битлис
- Вилајет Ђарбекир
- Вилајет Едима
- Вилајет Ерзурум
- Вилајет Худавендигар
- Вилајет Измит
- Вилајет Конја
- Вилајет Мамурет ел Азиз
- Вилајет Шивас
- Вилајет Трабзон
- Вилајет Ван

Источни:
- Вилајет Мосул је подељен на санџаке Мосул, Шеризан и Сулејманих